# Paradise Lost (album av Symphony X)
Paradise Lost är det sjunde studioalbumet av det amerikanska progressive metal-bandet Symphony X, utgivet juni 2007 av skivbolaget InsideOut Music. Albumet er inspirerad av den engelska diktaren John Miltons heroiska epos Paradise Lost (sv: Det förlorade paradiset) från 1667.

## Låtlista
1. "Oculus ex Inferni" (instrumental) – 2:34
2. "Set the World on Fire (The Lie of Lies)" – 5:55
3. "Domination" – 6:29
4. "Serpent's Kiss" – 5:03
5. "Paradise Lost" (musik: Romeo, Michael Pinnella) – 6:32
6. "Eve of Seduction" – 5:04
7. "The Walls of Babylon" – 8:16
8. "Seven" – 7:01
9. "The Sacrifice" (text: Allen) – 4:49
10. "Revelation (Divus Pennae ex Tragoedia)" – 9:17

Text: Russell Allen och Michael Romeo (där inget annat anges)
Musik: Michael Romeo (där inget annat anges)

## Medverkande
Symphony X-medlemmar
- Russell Allen – sång
- Michael Romeo – gitarr, keyboard
- Michael Pinnella – piano, keyboard
- Mike LePond – basgitarr
- Jason Rullo – trummor

Produktion
- Michael Romeo – producent, ljudtekniker
- Jens Bogren – ljudmix
- Thomas Eberger – mastering
- Warren Flanagan, Patrick Zahorodniuk – omslagsdesign, omslagskonst